# Winburg
Winburg (afrikaans; deutsch etwa „Siegesstadt“) ist eine Stadt in der Lokalgemeinde Masilonyana, im Distrikt Lejweleputswa der südafrikanischen Provinz Freistaat. 2011 hatte Winburg 1373 Einwohner, das südlich gelegene Township Makeleketle 12.701 Einwohner. Die Stadt liegt etwa 115 Kilometer nördlich der Provinzhauptstadt Bloemfontein und ist ein regionales landwirtschaftliches Zentrum.

## Geschichte

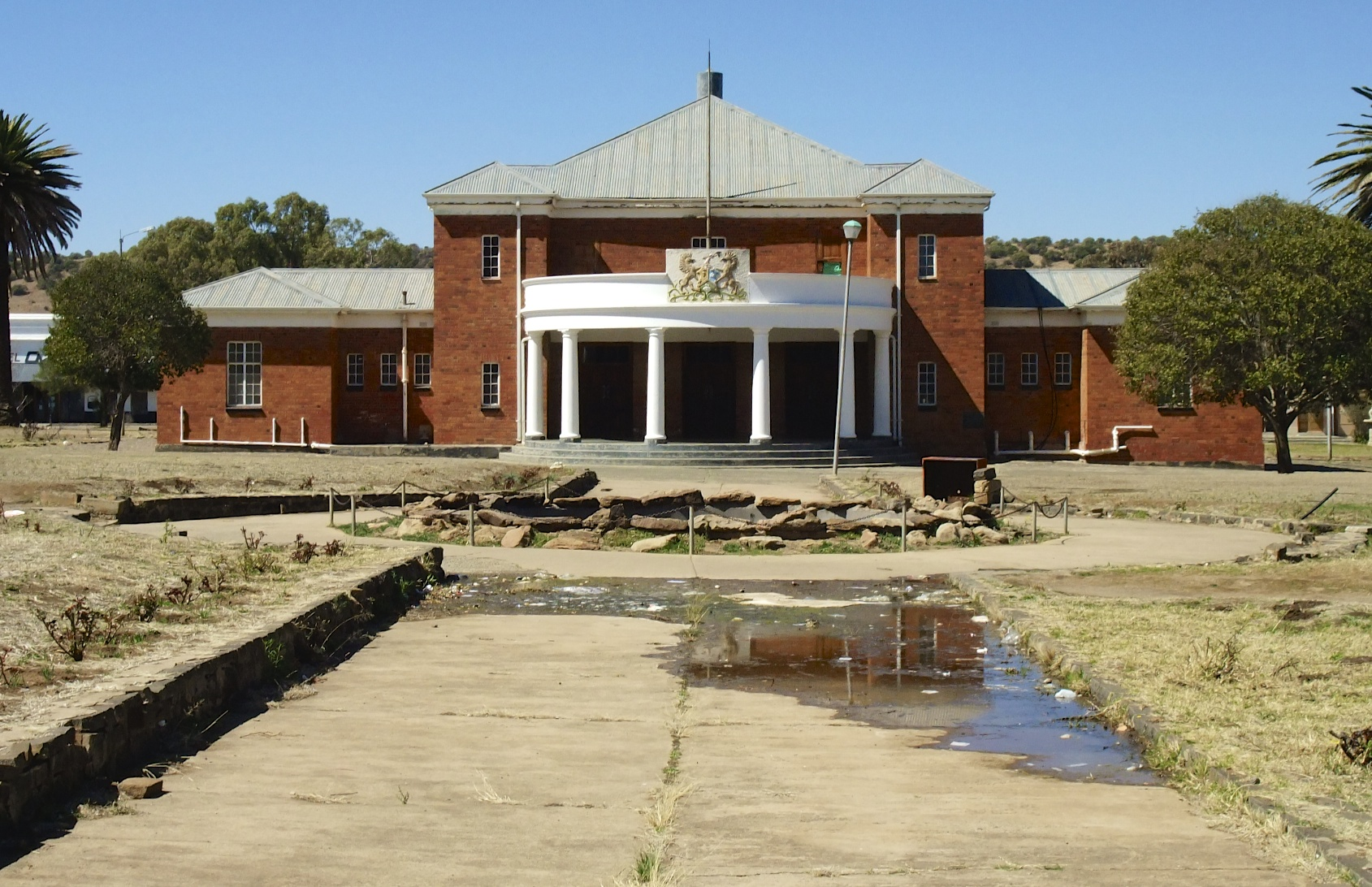
Rathaus von Winburg

Gegründet wurde sie am 16. Oktober 1836 vom Voortrekker-Anführer Andries H. Potgieter. Damit war sie die erste Stadt, die auf dem Gebiet der späteren unabhängigen Burenrepublik Oranje-Freistaat etabliert werden konnte. Potgieter gab ihr diesen Namen in Erinnerung an eine gewonnene Schlacht gegen die Ndebele unter deren Häuptling Mzilikazi.
Winburg war stets ein Zentrum burischen Widerstandes gegen Großbritannien. In den 1840er Jahren bildete sie gemeinsam mit der Stadt Potchefstroom und umliegenden Gebieten die kurzlebige Burenrepublik Winburg-Potchefstroom.
Winburg liegt inmitten von niedrigen Hügeln und einer ebenen Graslandschaft, die für ihre Akazien bekannt ist.

## Sehenswürdigkeiten
Sehenswert sind die 1917 erbaute niederländisch-reformierte Kirche, das Ford Hotel, in dessen historischem Speisesaal bereits die Voortrekker dinierten, das MT Steyn Museum, das dem ehemaligen Präsidenten des Oranje-Freistaates Marthinus Theunis Steyn gewidmet ist, der historische Friedhof, der der älteste im nördlichen Südafrika ist, sowie das Voortrekker-Denkmal.

## Verkehr
Winburg ist an das Netz der südafrikanischen Nationalstraßen angeschlossen. Die Stadt erreicht man auf der N1 und N5. Eine Güterverkehrsstrecke verbindet Winburg über Theunissen mit dem südafrikanischen Bahnstreckennetz.